# فرودگاه خرس
فرودگاه خِـرِس (به اسپانیایی: Jerez Airport) (به زبان بومی: Aeropuerto de Jerez) یک فرودگاه همگانی با کد یاتا XRY است که یک باند فرود آسفالت دارد و طول باند آن ۲۳۰۰ متر است. این فرودگاه در کشور اسپانیا قرار دارد و در ارتفاع ۲۸ متری از سطح دریا واقع شده‌است.

## شرکت‌های هواپیمایی و مقصدهای پروازی
| شرکت‌های هواپیمایی                         | مقصدهای پروازی                                               |
| ----------------------------------------- | ------------------------------------------------------------ |
| بروکسل ایرلاینز                           | فصلی: بروکسل                                                 |
| کوندور فلوگدینست                          | فصلی: دوسلدورف، فرانکفورت، هامبورگ، هانوفر، مونیخ، اشتوتگارت |
| یورو وینگز                                | فصلی: کلن بن، دوسلدورف، وین                                  |
| جرمنیا فلوگ                               | فصلی: زوریخ                                                  |
| ایبریا ایرلاین                            | مادرید-باراخاس                                               |
| ایبریا ایرلاین اجرا توسط ایر نوستروم      | مادرید-باراخاس                                               |
| لوکزایر                                   | فصلی: لوگزامبورگ - فیندل                                     |
| رایان‌ایر                                  | بارسلونا-ال پرات، فرانکفورت-هان، استانستد لندن               |
| Thomson Airways اجرا توسط نروجین ایر شاتل | فصلی: گاتویک                                                 |
| TUI fly Belgium                           | فصلی: بروکسل                                                 |
| تی‌یوآی‌فلای                                | فصلی: دوسلدورف، فرانکفورت، هانوفر، مونیخ، اشتوتگارت          |
| ویولینگ                                   | بارسلونا-ال پرات، پالما د مایورکا                            |